# Discografia de Victor & Leo
Este anexo lista a discografia da dupla sertaneja Victor & Leo. Consiste em 13 CDs e 5 DVDs. A dupla já vendeu mais de 1.750.000 cópias com todos os seus CDs e mais de 700 mil cópias em DVDs.

## Álbuns

### Álbuns de estúdio
| Vitor e Leo                                                                            | - Lançamento: 2002 - Formatos: CD - Gravadora: Number One Music                              | — |             |              |
| Vida Boa                                                                               | - Lançamento: 2004 - Formatos: CD - Gravadora: Independente                                  | — |             |              |
| Borboletas                                                                             | - Lançamento: Setembro de 2008 - Formatos: CD, download digital - Gravadora: Sony BMG        | 5 | - : 500.000 | - : Diamante |
| Boa Sorte pra Você                                                                     | - Lançamento: 1 de novembro de 2010 - Formatos: CD, download digital - Gravadora: Sony Music | 4 | - : 150.000 | - : Platina  |
| Amor de Alma                                                                           | - Lançamento: 1 de novembro de 2011 - Formatos: CD, download digital - Gravadora: Sony Music | 4 | - : 120.000 | - : Platina  |
| Viva Por Mim                                                                           | - Lançamento: 7 de outubro de 2013 - Formatos: CD, download digital - Gravadora: Som Livre   | 2 | - : 130.000 | - : Platina  |
| Na Luz do Som                                                                          | - Lançamento: 24 de novembro de 2017 - Formatos: CD, download digital - Gravadora: Som Livre | 1 | - : 10.000  |              |
| "—" denota álbuns que não entraram nas paradas musicais ou não foram lançados no país. |                                                                                              |   |             |              |

### Álbuns ao vivo
| Ao Vivo                                                                                | - Lançamento: 2006 - Formatos: CD, download digital - Gravadora: Sony BMG                    | 18 | - : 200.000 | - : 2× Platina |
| Ao Vivo em Uberlândia                                                                  | - Lançamento: 2007 - Formatos: CD, download digital - Gravadora: Sony Music                  | 7  | - : 500.000 | - : 3× Platina |
| Ao Vivo e em Cores em São Paulo                                                        | - Lançamento: 30 de outubro de 2009 - Formatos: CD, download digital - Gravadora: Sony Music | 1  | - : 200.000 | - : 2× Platina |
| Ao Vivo em Floripa                                                                     | - Lançamento: 23 de julho de 2012 - Formatos: CD, download digital - Gravadora: Sony Music   | 5  | - : 100.000 | - : Platina    |
| Irmãos ao Vivo                                                                         | - Lançamento: 20 de maio de 2015 - Formatos: CD, download digital - Gravadora: Som Livre     | 3  | - : 100.000 | - : Platina    |
| O Cantor do Sertão - O Sertão de Victor & Leo                                          | - Lançamento: 17 de agosto de 2018 - Formatos: CD, download digital - Gravadora: Som Livre   | —  |             |                |
| "—" denota álbuns que não entraram nas paradas musicais ou não foram lançados no país. |                                                                                              |    |             |                |

### Álbuns de compilação
| Álbum                     | Detalhes                                                                                    | Melhores posições | Vendas     | Certificações |
| Álbum                     | Detalhes                                                                                    | BRA               | Vendas     | Certificações |
| ------------------------- | ------------------------------------------------------------------------------------------- | ----------------- | ---------- | ------------- |
| Vida Boa (2 CDs + 2 DVDs) | - Lançamento: 2013 - Formatos: CD, DVD - Gravadora: Sony Music                              | —                 | - : 5.000  |               |
| Perfil                    | - Lançamento: 3 de novembro de 2014 - Formatos: CD, download digital - Gravadora: Som Livre | —                 | - : 60.000 | - : Ouro      |
| Duetos                    | - Lançamento: 2 de dezembro de 2016 - Formatos: CD, download digital - Gravadora: Som Livre | —                 | - : 20.000 |               |

#### Álbuns de compilação digitais
| Álbum     | Detalhes                                                                |
| --------- | ----------------------------------------------------------------------- |
| Mega Hits | - Lançamento: 2012 - Formatos: download digital - Gravadora: Sony Music |

### Álbuns internacionais
| Nada es Normal                                                                         | - Lançamento: 17 de julho de 2008 - Formatos: CD, download digital - Gravadora: Sony Music | 8 | 84 | - : 30.000 |  |
| "—" denota álbuns que não entraram nas paradas musicais ou não foram lançados no país. |                                                                                            |   |    |            |  |

### Álbuns de vídeo
| Ao Vivo em Uberlândia                                                                  | - Lançamento: 2007 - Formatos: DVD - Gravadora: Sony Music                           | 8 | - : 500.000 | - : Platina    |
| Ao Vivo e em Cores em São Paulo                                                        | - Lançamento: 30 de outubro de 2009 - Formatos: DVD, blu-ray - Gravadora: Sony Music | 6 | - : 200.000 | - : 2× Platina |
| Ao Vivo em Floripa                                                                     | - Lançamento: 23 de julho de 2012 - Formatos: DVD, blu-ray - Gravadora: Sony Music   | 3 | - : 50.000  | - : Platina    |
| Irmãos ao Vivo                                                                         | - Lançamento: 20 de maio de 2015 - Formatos: DVD - Gravadora: Som Livre              | 2 | - : 100.000 | - : Platina    |
| O Cantor do Sertão - O Sertão de Victor & Leo                                          | - Lançamento: 17 de agosto de 2018 - Formatos: DVD - Gravadora: Som Livre            | — |             |                |
| "—" denota álbuns que não entraram nas paradas musicais ou não foram lançados no país. |                                                                                      |   |             |                |

## Singles

### Como artista principal
| "Sinto Falta de Você"                                                                   | 2006 | 28 |             | Ao Vivo                                       |  |
| "Fada"                                                                                  | 2007 | 7  | - : Platina | Ao Vivo                                       |  |
| "Vida Boa"                                                                              | 2007 | 11 | - : Ouro    | Ao Vivo                                       |  |
| "Amigo Apaixonado"                                                                      | 2007 | 4  | - : Platina | Ao Vivo                                       |  |
| "Fotos"                                                                                 | 2007 | 31 |             | Ao Vivo em Uberlândia                         |  |
| "Tem Que Ser Você"                                                                      | 2008 | 1  | - : Ouro    | Ao Vivo em Uberlândia                         |  |
| "Borboletas"                                                                            | 2008 | 2  |             | Borboletas                                    |  |
| "Nada Normal"                                                                           | 2009 | 2  |             | Borboletas                                    |  |
| "Deus e Eu no Sertão"                                                                   | 2009 | 1  |             | Borboletas                                    |  |
| "Estrela Cadente"                                                                       | 2009 | 1  |             | Ao Vivo e em Cores em São Paulo               |  |
| "Ao Vivo e em Cores"                                                                    | 2010 | 1  |             | Ao Vivo e em Cores em São Paulo               |  |
| "Não Mais"                                                                              | 2010 | 1  |             | Ao Vivo e em Cores em São Paulo               |  |
| "Boa Sorte Pra Você"                                                                    | 2010 | 11 |             | Boa Sorte Pra Você                            |  |
| "Água de Oceano"                                                                        | 2011 | 9  |             | Boa Sorte Pra Você                            |  |
| "Amor de Alma"                                                                          | 2011 | 2  |             | Amor de Alma                                  |  |
| "Lágrimas"                                                                              | 2012 | 4  |             | Amor de Alma                                  |  |
| "Não Me Perdoei"                                                                        | 2012 | 3  |             | Ao Vivo em Floripa                            |  |
| "Quando Você Some" (Part. Zezé di Camargo & Luciano)                                    | 2012 | 2  |             | Ao Vivo em Floripa                            |  |
| "Na Linha do Tempo"                                                                     | 2013 | 1  |             | Viva Por Mim                                  |  |
| "O Tempo Não Apaga"                                                                     | 2014 | 1  |             | Viva Por Mim                                  |  |
| "Tudo Com Você"                                                                         | 2014 | 1  |             | Viva Por Mim                                  |  |
| "Caminhos Diferentes"                                                                   | 2015 | 70 |             | Perfil                                        |  |
| "10 Minutos Longe de Você" (Part. Henrique & Juliano)                                   | 2015 | 1  |             | Irmãos ao Vivo                                |  |
| "Tempo de Amor"                                                                         | 2015 | 1  |             | Irmãos ao Vivo                                |  |
| "Vai Me Perdoando"                                                                      | 2016 | 1  |             | Irmãos ao Vivo                                |  |
| "Momentos"                                                                              | 2016 | 9  |             | Irmãos ao Vivo                                |  |
| "Senhorita"                                                                             | 2017 | 7  |             | Na Luz do Som                                 |  |
| "Na Luz do Som"                                                                         | 2017 | 18 |             | Na Luz do Som                                 |  |
| "Solidão a Dois" (Part. Chitãozinho & Xororó)                                           | 2018 | 27 |             | O Cantor do Sertão - O Sertão de Victor & Leo |  |
| "—" denota singles que não entraram nas paradas musicais ou não foram lançados no país. |      |    |             |                                               |  |

### Singlesinternacionais
| "Nada Es Normal"                                                                        | 2008 | 43 | 18 | Nada Es Normal |
| "Recuerdos de Amor"                                                                     | 2009 | —  | —  | Nada Es Normal |
| "Amigo Apasionado"                                                                      | 2010 | —  | —  | Nada Es Normal |
| "—" denota singles que não entraram nas paradas musicais ou não foram lançados no país. |      |    |    |                |

### Como artista convidado
| "Não Precisa" (Paula Fernandes part. Victor & Leo)                                      | 2011 | 2  | 10 | Paula Fernandes ao Vivo |
| "Colo" (Jads & Jadson part. Victor & Leo)                                               | 2014 | 2  | -  | É Divino                |
| "Depois" (Paula Fernandes part. Victor & Leo)                                           | 2015 | 29 | -  | Encontros pelo Caminho  |
| "—" denota singles que não entraram nas paradas musicais ou não foram lançados no país. |      |    |    |                         |

### Singlespromocionais
| "Você Sabia"                                                                            | 2009 | 10 | Borboletas         |
| "Rios de Amor"                                                                          | 2010 | 4  | Boa Sorte Pra Você |
| "Guerreiro"                                                                             | 2014 | —  | Viva Por Mim       |
| "Eu Vim Pra Te Buscar" (Part. Bruno & Marrone)                                          | 2014 | —  | Viva Por Mim       |
| "Sem Limites Pra Sonhar" (Part. Lucyanna)                                               | 2015 | 51 | Irmãos             |
| "Estrada Vermelha"                                                                      | 2015 | —  | Irmãos             |
| "Anjo ou Fera"                                                                          | 2016 | —  | Irmãos             |
| "—" denota singles que não entraram nas paradas musicais ou não foram lançados no país. |      |    |                    |

## Participações
| Ano  | Single                    | Álbum                                                                      |  |
| ---- | ------------------------- | -------------------------------------------------------------------------- |  |
| 2010 | "Jesus Cristo"            | Roberto Carlos: Emoções Sertanejas (CD e DVD)                              |  |
| 2010 | "Vida Boa"                | Renato Teixeira e Sérgio Reis: Amizade Sincera (CD e DVD)                  |  |
| 2010 | "E Quando o Dia Nascer"   | Renato Teixeira e Sérgio Reis: Amizade Sincera (CD e DVD)                  |  |
| 2010 | "Borboletas"              | Direito de Viver 10: Hospital do Câncer de Barretos (CD)                   |  |
| 2010 | "A Canção do Elefante"    | Xuxa Só Para Baixinhos 10: Baixinhos, Bixinhos e Mais (CD e DVD)           |  |
| 2010 | "Ela Não Vai Mais Chorar" | Chitãozinho & Xororó: Entre Amigos (CD e DVD)                              |  |
| 2010 | "Planeta Azul"            | Chitãozinho & Xororó: Entre Amigos (CD e DVD)                              |  |
| 2011 | "Não Precisa"             | Paula Fernandes ao Vivo (CD e DVD)                                         |  |
| 2012 | "Água de Oceano"          | Show de Natal da Xuxa – O Direito das Crianças a Ter Direitos Iguais (DVD) |  |
| 2012 | "Borboletas"              | Show de Natal da Xuxa – O Direito das Crianças a Ter Direitos Iguais (DVD) |  |